# Musée des Impressionnismes Giverny
 (mars 2024).
Si vous disposez d'ouvrages ou d'articles de référence ou si vous connaissez des sites web de qualité traitant du thème abordé ici, merci de compléter l'article en donnant les références utiles à sa vérifiabilité et en les liant à la section « Notes et références ».
 (mars 2024).
Le musée des Impressionnismes Giverny est un musée d'art situé dans la commune de Giverny, à la limite orientale du département de l’Eure, en Normandie (France). Ce village normand est devenu l’un des hauts lieux de l’impressionnisme grâce à Claude Monet, qui y a peint ses séries de Nymphéas et a ainsi fait connaître Giverny à travers le monde.
En 2009, le musée des Impressionnismes Giverny a remplacé le musée d’Art américain qui était géré par la Terra Foundation for American Art (en) entre 1992 et 2008. Logé dans le même bâtiment, le musée des Impressionnismes Giverny est un établissement public de coopération culturelle (EPCC) qui invite à la découverte du courant artistique impressionniste dans toute sa diversité, jusque dans ses influences et ses suites. Deux expositions temporaires rythment chaque saison d’ouverture du musée de fin mars à début novembre.
Le musée des Impressionnismes Giverny est situé à quelques mètres de la maison et des jardins de Claude Monet, gérés par la fondation Claude-Monet. Les expositions temporaires du musée et la visite de ce lieu de mémoire s'enrichissent mutuellement.

## Historique
Claude Monet (1840-1926) s’installe à Giverny en 1883. Bien qu’il ne les ait jamais encouragés, le village attire rapidement un cercle de peintres américains désireux de mettre en application des principes impressionnistes au cœur des paysages normands, tels Theodore Robinson ou Dennis Miller Bunker. Un siècle plus tard, en 1992, Daniel J. Terra, homme d’affaires américain et grand collectionneur, fait revenir ces œuvres américaines sur le lieu de leur création et inaugure le musée d’Art américain à Giverny. En 2009, ce musée devient le musée des Impressionnismes Giverny, dont la vocation est de mettre en lumière les origines ainsi que la diversité géographique de ce mouvement artistique. Il est consacré à l’histoire de l’impressionnisme et de ses suites immédiates, notamment la colonie de Giverny, ainsi qu’à sa diffusion internationale. Il traite enfin de ses conséquences plus lointaines dans la seconde moitié du XXe siècle.

## Architecture
Situé au cœur des paysages qui ont vu naître une révolution artistique, le musée conçu par Philippe Robert et l’agence Reichen et Robert, maîtres d’œuvre de la grande halle de la Villette, de la reconversion du pavillon de l'Arsenal à Paris, s’attache à respecter et à mettre en valeur le site. Typique de la vallée de la Seine, il est essentiellement composé de prairies, de bouquets d’arbres, de haies et de parterres de fleurs.
Le musée s’inscrit avec discrétion dans la pente naturelle du terrain à flanc de colline, ne laissant apparaître que quelques murs en pierre calcaire et des terrasses plantées de bruyères, prolongées par des parterres entourés de haies. À l’intérieur du bâtiment, quelques baies orientées au nord ouvrent sur les collines de Giverny et laissent entrer la lumière naturelle. Les architectes ont créé un dialogue entre l’architecture et la végétation qui l’entoure. Grâce à ce parti pris, le musée rend hommage à la nature, chère aux peintres impressionnistes. Le jardin participe de cette atmosphère et de cet hommage. Créé par le paysagiste Mark Rudkin, auteur notamment du réaménagement des jardins du Palais-Royal à Paris, le jardin structuré et contemporain sonne comme un éloge à la couleur. Il bénéficie du label « Jardin remarquable ».

## Collections

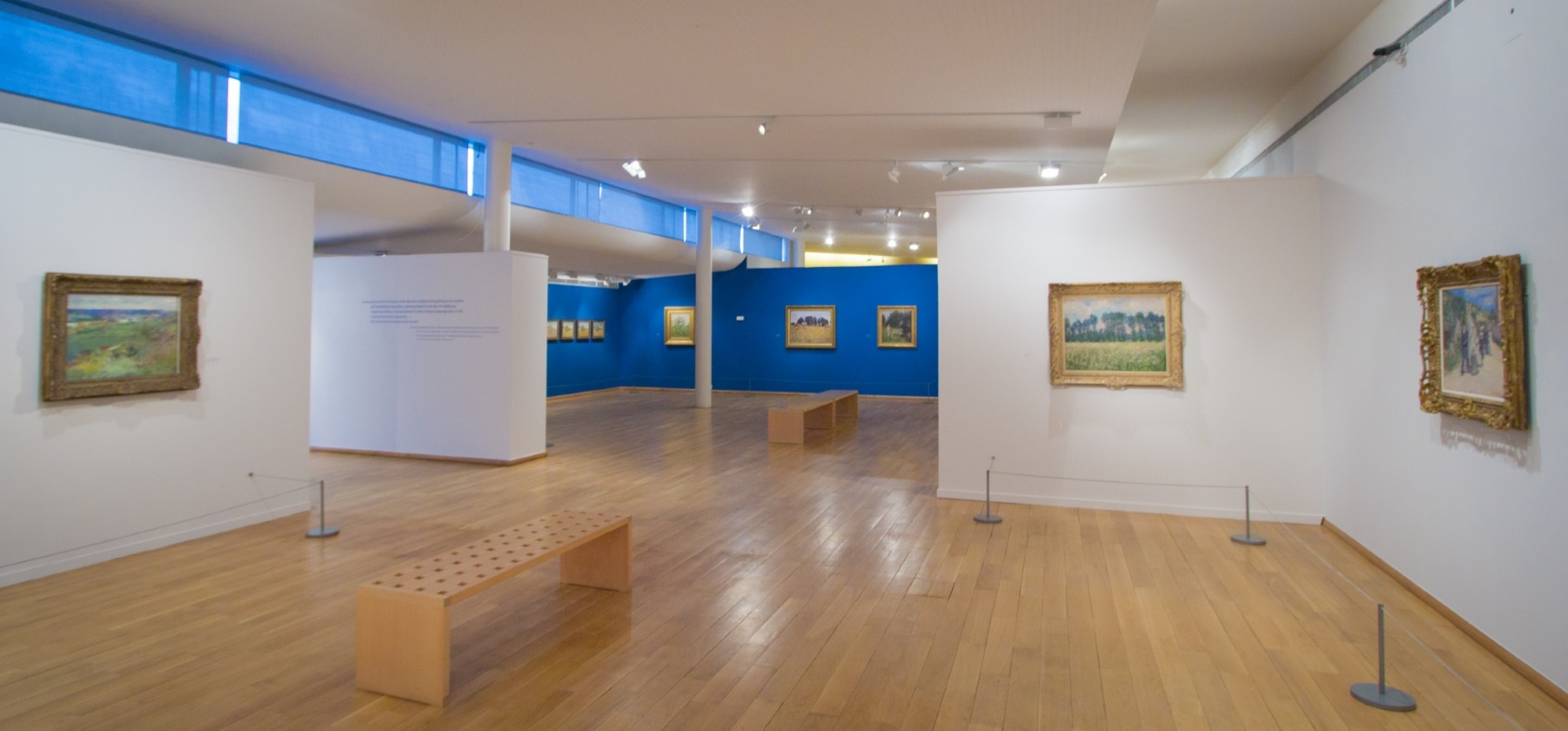
Vue des salles d'exposition.

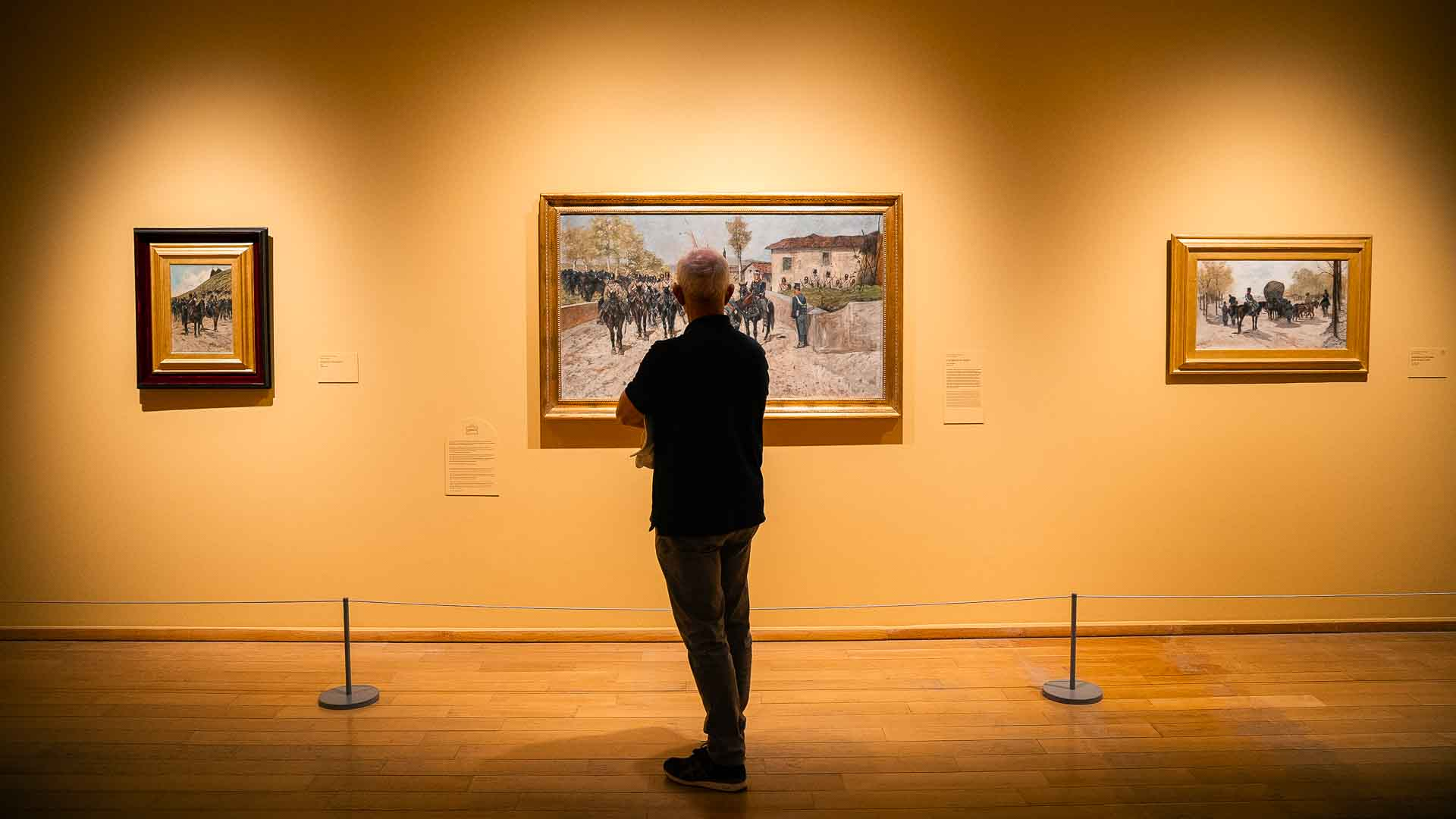
A room in the Impressionist Museum in Giverny.

S’il a privilégié la mise en place d’expositions emblématiques, le musée des Impressionnismes de Giverny a aussi développé une politique d’acquisition. Encore modeste, elle est strictement liée à ses missions et soutenue essentiellement par la générosité de ses donateurs. À la suite de l’exposition « Maximilien Luce, néo-impressionniste. Rétrospective », présentée en 2010, Dominique Ledebt, dont la famille fut liée à celle de Luce à Rolleboise, a offert deux œuvres importantes du peintre au musée. Depuis, plusieurs artistes ont suivi son exemple : le peintre Hiramatsu Reiji, les photographes Olivier Mériel ou Bernard Plossu. Sans oublier les descendants d’artistes, Adrien Ostier et Anne Ostier ou encore Claire Denis, qui, à la suite de l’exposition Maurice Denis« L’Éternel Printemps », a offert au musée un tableau, mais aussi un rare portrait dessiné de Claude Monet, tous deux réalisés par son grand-père. Ces premières acquisitions sont habituellement regroupées dans la salle « Autour de Claude Monet », où les prêts consentis par le musée d'Orsay, la fondation Terra et le musée Marmottan Monet donnent toute sa cohérence à cette présentation. Depuis sa création, le musée des Impressionnismes Giverny bénéficie aussi de plusieurs dépôts consentis par le Fonds régional d'art contemporain de Normandie-Rouen (Joan Mitchell, La Grande Vallée IX), Dominique Ledebt (un ensemble de sept tableaux de Maximilien Luce), Philippe Piguet ou le village de Giverny (Blanche Hoschedé-Monet, Lupins et Pavots, et Frederick William MacMonnies, L’Abbé Toussaint). Enfin, le musée a pu lui-même procéder à des achats d’œuvres, généralement liées à sa programmation. Citons un dessin de Pierre Bonnard représentant Claude Monet et Marthe Bonnard dans la salle à manger de Giverny, un tableau de Maurice Denis, le décor Parterre de marguerites de Gustave Caillebotte, des photographies d’Olivier Mériel et de Bernard Plossu.
Créée en 2014, la Société des amis du musée des impressionnismes Giverny a pour mission de soutenir l’établissement, de l’aider à recueillir des dons et à enrichir son fonds d'acquisition.
À l’occasion de ses dix ans, le musée fait l’acquisition du tableau La Seine à Vernon de Pierre Bonnard, d’une valeur totale de 350 000 euros. Le musée a effectué une levée de fonds de 32 961 euros auprès du grand public pour faire revenir l’œuvre à quelques kilomètres de son lieu de création. Lancée sur la plateforme KissKissBankBank, la campagne a réuni 225 donateurs en octobre 2019.

## Financements et partenariats
La région Normandie, les départements de l’Eure et de la Seine-Maritime, les grandes entités municipales et intercommunales autour de la commune de Giverny financent et accompagnent activement l’établissement public de coopération culturelle (EPCC) « musée des Impressionnismes Giverny ». Ainsi le conseil départemental de l'Eure, porteur du projet de préfiguration, le conseil régional de Haute-Normandie et le conseil départemental de la Seine-Maritime sont, dès son origine, intrinsèquement liés au nouvel établissement. Par ailleurs, la présence de la communauté d’agglomération et celle de la ville de Vernon au conseil d’administration de l’établissement renforcent la dimension et l’ancrage territorial du musée. Le développement du musée ne peut se concevoir sans le soutien constant de ses partenaires scientifiques, le musée d'Orsay et la Terra Foundation for American Art, qui sont représentés l’un et l’autre dans son conseil d’administration et son conseil scientifique. Outre sa contribution scientifique, le musée d’Orsay soutient ses projets par une politique de prêts privilégiés et collabore de manière active à la programmation de ses expositions.
La Terra Foundation for American Art a prêté ses locaux à titre gracieux durant près de cinq ans et pratique, elle aussi, une politique de prêts de longue durée favorable au musée des Impressionnismes Giverny.

## Expositions
- 2009 :
  - « Le jardin de Monet à Giverny : l’invention d’un paysage », du 1er mai au 15 août 2009[4] ;
  - « Joan Mitchell, peintures », du 23 août au 31 octobre 2009[5].
- 2010 :
  - « L’impressionnisme au fil de la Seine », du 1er avril au 18 juillet 2010[6] ;
  - « Maximilien Luce, néo-impressionniste. Rétrospective », du 28 juillet au 31 octobre 2010[7] ;
  - « Olivier Mériel. Lumière argentique : sur les traces de l’impressionnisme en Normandie », du 4 juin au 31 octobre 2010[8].
- 2011 :
  - « Bonnard en Normandie », du 1er avril au 3 juillet 2011[9] ;
  - « La collection Clark à Giverny, de Manet à Renoir », du 12 juillet au 31 octobre 2011[10].
- 2012 :
  - « Maurice Denis, l’Éternel printemps », du 1er avril 2012 au 15 juillet 2012[11] ;
  - « De Delacroix à Signac, dessins de la collection Dyke », du 27 juillet au 31 octobre 2012[12] ;
  - « Monet intime. Photographies de Bernard Plossu », du 8 juin au 31 octobre 2012[13].
- 2013 :
  - « Signac, les couleurs de l’eau », du 29 mars au 2 juillet 2013[14] ;
  - « Hiramatsu, le bassin aux nymphéas. Hommage à Monet », du 13 juillet au 31 octobre 2013[15].
- 2014 :
  - « L’impressionnisme et les Américains », du 28 mars au 29 juin 2014[16] ;
  - « Bruxelles, une capitale impressionniste », du 11 juillet au 2 novembre 2014[17].
- 2015 :
  - « Degas, un peintre impressionniste ? », du 27 mars au 19 juillet 2015[18] ;
  - « Photographier les jardins de Monet. Cinq regards contemporains », du 31 juillet au 1er novembre 2015[19].
- 2016 :
  - « Caillebotte, peintre et jardinier », du 25 mars au 3 juillet 2016[20] ;
  - « Sorolla, un peintre espagnol à Paris », du 14 juillet au 6 novembre 2016[21].
- 2017 :
  - « Tintamarre ! Instruments de musique dans l’art (1860-1910) », du 24 mars au 2 juillet 2017[22] ;
  - « Manguin, la volupté de la couleur », du 14 juillet au 5 novembre 2017[23].
- 2018 :
  - « Japonismes / Impressionnismes », du 30 mars au 15 juillet 2018[24] ;
  - « Henri-Edmond Cross : peindre le bonheur », du 27 juillet au 4 novembre 2018[25].
- 2019 :
  - « Monet - Auburtin. Une rencontre artistique », du 22 mars au 14 juillet 2019[26] ;
  - « Ker-Xavier Roussel. Jardin privé, jardin rêvé », du 27 juillet au 11 novembre 2019[27].
- 2020 :
  - « Plein air. De Corot à Monet », du 27 mars au 28 juin 2020. Exposition annulée pour cause de la crise sanitaire liée au Covid-19 ;
  - « Reflets d'une collection », du 15 juin au 30 août 2020[28] ;
  - « L'Atelier de la nature, 1860-1910. Invitation à la Collection Terra », du 12 septembre au 29 octobre 2020[29].
- 2021 :
  - « Côté jardin. De Monet à Bonnard », du 19 mai au 1er novembre 2021[30] ;
  - « Eva Jospin. De Rome à Giverny », du 19 novembre 2021 au 16 janvier 2022[31].
- 2022 :
  - « Monet/Rothko », du 18 mars 2022 au 3 juillet 2022[32] ;
  - « L'été de la collection », du 14 juillet au 2 octobre 2022[33] ;
  - « Ange Leccia. Au Film du temps », du 14 octobre 2022 au 8 janvier 2023[34].
- 2023 :
  - « Les Enfants de l'impressionnisme », du 31 mars au 2 juillet 2023[35] ;
  - « Renoir à Guernesey, 1883 », du 14 juillet au 10 septembre 2023[36] ;
  - « Flower Power », du 29 septembre 2023 au 7 janvier 2024[37].
- 2024 :
  - « L'Impressionnisme et la mer », du 29 mars au 30 juin 2024;
  - « Hiramatsu Reiji. Symphonie des Nymphéas », du 12 juillet au 3 novembre 2024.
- La Collection Nahmad, de Monet à Picasso, du 28 mars au 29 juin 2025[38],[39],

En 2014, le musée a accueilli son millionième visiteur. Sur les sept mois d’ouverture du musée (d’avril à octobre), de 139 000  à   242 000 visiteurs sont reçus, selon les années. Ils se répartissent ainsi : 76 % de visiteurs individuels, 16 % de groupes adultes et 8 % de scolaires. Leur origine géographique est la suivante : 25 % proviennent de Normandie, 34 % d’Île-de-France, 12 % du reste de la France, 11 % d’Europe (hors France) et 18 % du reste du monde.

## Publications (catalogues)
- 2009 : Joan Mitchell, « La peinture des Deux Mondes ».
- 2009 : Le Jardin de Monet à Giverny : l’invention d’un paysage.
- 2009 : Jardin et Musée.
- 2010 : Olivier Mériel, Lumière argentique.
- 2010 : L’Impressionnisme au fil de la Seine.
- 2011 : Chefs-d’œuvre de la peinture française du Sterling and Francine Clark Art Institute.
- 2011 : Bonnard en Normandie.
- 2011 : Maximilien Luce, néo-impressionniste. Rétrospective.
- 2012 : Monet intime. Photographies de Bernard Plossu.
- 2012 : Maurice Denis, L’Éternel Printemps.
- 2013 : Hiramatsu, le bassin aux nymphéas. Hommage à Monet.
- 2013 : Signac, les couleurs de l’eau.
- 2013 : De Delacroix à Signac. Dessins de la collection Dyke.
- 2014 : Bruxelles, une capitale impressionniste.
- 2014 : L’Impressionnisme et les Américains.
- 2015 : Photographier les jardins de Monet. Cinq regards contemporains.
- 2015 : Degas, un peintre impressionniste ?
- 2016 : Sorolla, un peintre espagnol à Paris.
- 2016 : Caillebotte, peintre et jardinier.
- 2017 : 'Manguin, la volupté de la couleur.
- 2017 : Tintamarre ! Instruments de musique dans l’art (1860-1910).
- 2018 : Henri-Edmond Cross, peindre le bonheur.
- 2018 : Japonismes / Impressionnismes.
- 2019 : Monet - Auburtin. Une rencontre artistique.
- 2019 : Ker-Xavier Roussel. Jardin privé, jardin rêvé.
- 2020 : L'Atelier de la nature, 1860-1910. Invitation à la Collection Terra.
- 2020 : Reflets d'une collection.
- 2020 : Plein air. De Corot à Monet.
- 2021 : Eva Jospin. De Rome à Giverny.
- 2021 : Côté jardin. De Monet à Bonnard.
- 2022 : Ange Leccia. Au film du temps.
- 2022 : Monet/Rothko.
- 2023 : Les Enfants de l'impressionnisme.
- 2023 : Renoir à / in Guern(e)sey.
- 2023 : Flower Power.
- 2024 : L'Impressionnisme et la mer.
- 2024 : Hiramatsu.